# Arcola (Illinois)
Arcola – miasto w Stanach Zjednoczonych, w stanie Illinois, w hrabstwie Douglas.